# Centralnaja Usad´ba 3-go Goskoniezawoda
Centralnaja Usad´ba 3-go Goskoniezawoda (ros. Центральная Усадьба 3-го Госконезавода) – wieś (sieło) w Rosji, w Kraju Permskim, w rejonie kujedińskim. W 2021 liczyła 524 mieszkańców.